# 부르즈 주메이라
부르즈 주메이라는 아랍에미리트 두바이의 취소된 마천루이다.